# Резьянский диалект

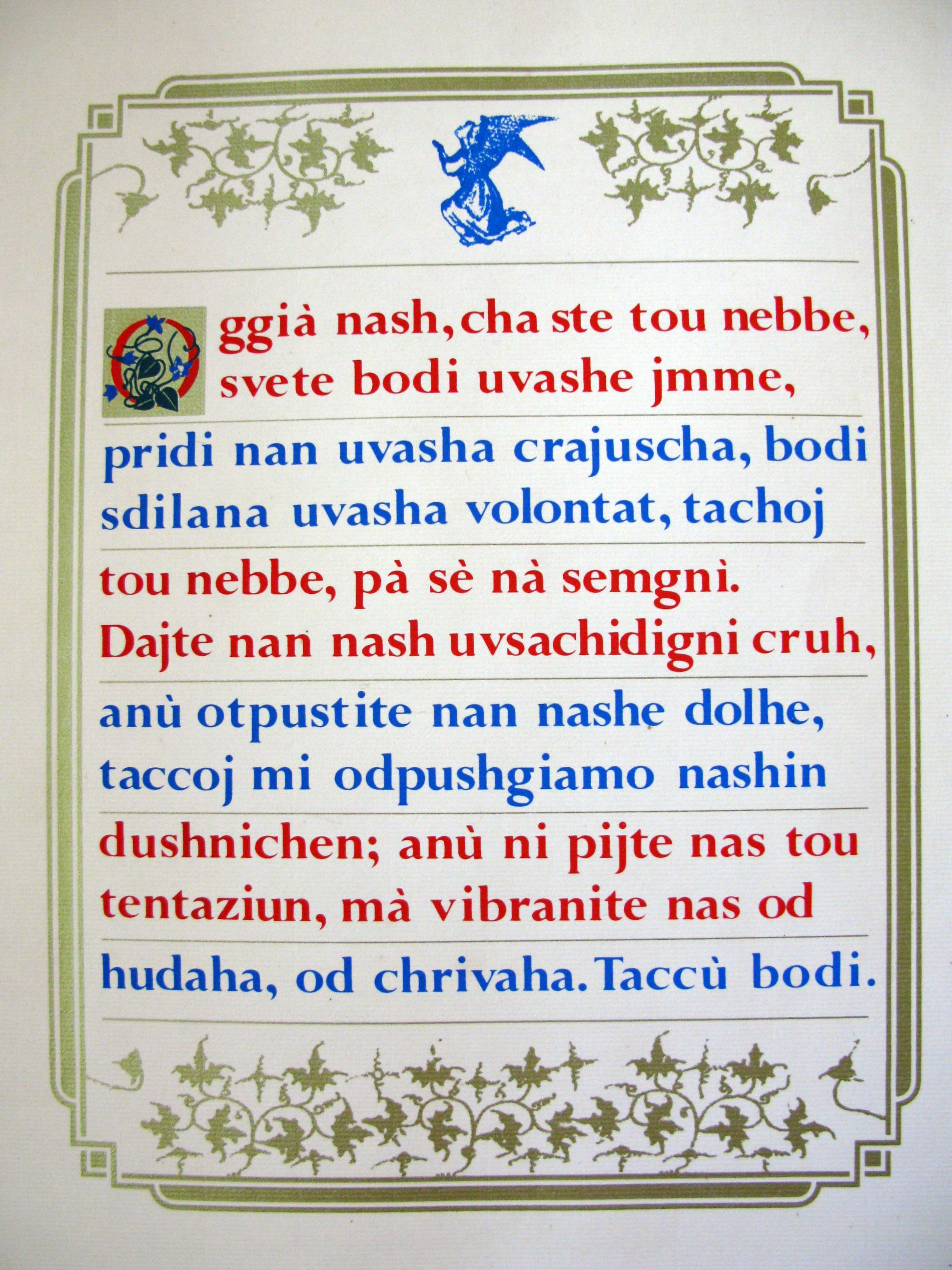
Молитва «Отче наш» на резьянском языке

Резьянский диалект — один из диалектов словенского языка, входящий в приморскую диалектную группу. Отличается большой архаичностью, поскольку в течение длительного времени развивался изолированно от основного словенского диалектного континуума и в большей степени, чем другие словенские диалекты, испытал романское влияние.

## О названии
Варианты названия: резьянско-словенский; самоназвания: rozajanski langač/ lengač ‛резьянский язык’; словен. rezijanščina ‛резьянское наречие’, ‛резьянский язык’.

## Лингвогеография

### Ареал и численность
Распространён в долине Резия (провинция Фриули-Венеция-Джулия, Италия). От обсошского диалекта на востоке резьянский отделён Канинским массивом, от терского на юге горами Музи, а с юга и севера граничит с фриульской языковой территорией.

### Диалектное членение
В резьянском ареале выделяют четыре основных говора — деревень Сан-Джорджо (Bila), Нива (Njiva) с подговором хутора Липовац (Lipovec), Осеакко (Osojane) с подговорами деревень Коритис (Korito) и Уччеа (Učja), а также Столвицца (Solbica).

## История
До XIII—XIV вв. резьянский развивался совместно с зильским каринтийским диалектом в Канальской долине. В частности их объединяют такие черты, как:
- дифтонгизация долгого *ě > ie > iə > i и циркумфлектированного ô > uo > uə > u: bil «белый» при лит. сл. bẹ́l, nus «нос» при лит. сл. nọ̑s;
- сохранность носовых гласных в течение долгого времени;
- третичная передвижка долгого циркумфлекса с последнего слога на предпоследний: okô > óko;
- сужение новоакутированных é и ó в ẹ и ọ;
- развитие долгого ə (из праславянских редуцированных ъ и ь) в e: *lьnъ > lən > len.

В XIV в. в связи романизацией Железной долины (итал. Canal del Ferro) связи резьянского с зильским диалектом были разорваны. Активизировались контакты со словенцами из Терской долины, говорящими на терском диалекте приморской группы. С терским диалектом резьянский объединяют следующие черты:
- сужение рефлексов носовых и редуцированного ə в долгих слогах: e, o > ẹ, ọ;
- развитие редуированного ə в кратких слогах в a;
- переход палатального ľ в i̯;
- расщепление w на w и v в зависимости от фонетического окружения;
- переход ła > la;
- сохранение палатального ť;
- проникновение в фонетическую систему вместе с романскими заимствованиями звука ǯ;
- сохранение окситонезы в словах типа sestrà, kosà, məglà;
- образование будущего времени по модели «хотеть» + инфинитив.

Резьянский литературный язык находился в стороне от магистрального направления истории словенского литературного языка из-за географической и политической замкнутости, отсутствия более или менее тесных связей со Словенией. Первые тексты резьян, стимулированные церковью, относятся к XVIII в. (в них применена итальянская латиница). В 1927 г. Йозеф Крамаро (Jozef Kramaro) издал первую резьянскую книгу — христианские поучения «To kristjanske učilo», затем появилось ещё несколько книг. На рубеже 70-80-х гг. XX в. резьянский литературно-языковой процесс заметно активизировался; в 1980 и в 1991 гг. в Резье прошли конференции по резьянской графике, орфографии и нормативной грамматике.
Начало резьянской письменности — религиозное (переводы с итальянского); зачатки оригинальной литературы относятся к XX в.: в 1930 г. Марика Кюндина (Marika Kündina) издала первый сборник «Резьянских стихов» («Саnzoni resianе»), в 1974 г. вышел сборник «Резьянские стихи» («Те rosaianschе uisizе») Дорины ди Ленардо (Dorina di Lenardo). Поэзией занимаются также Джильберто Барбарино (Gilberto Barbarino), Сильвана Палетти (Silvana Paletti), Ренато Квалья (Renato Quaglia) и др.